# 棘翅夜蛾属
棘翅夜蛾属（学名：Scoliopteryx）为裳蛾科的一个属。

## 下属物种
本属包括以下物种：
- Scoliopteryx aksuana Sheljuzhko, 1955
- 棘翅夜蛾 Scoliopteryx libatrix Linnaeus, 1758